# Jorge Andrade
Författaren, se Jorge Andrade (dramatiker)

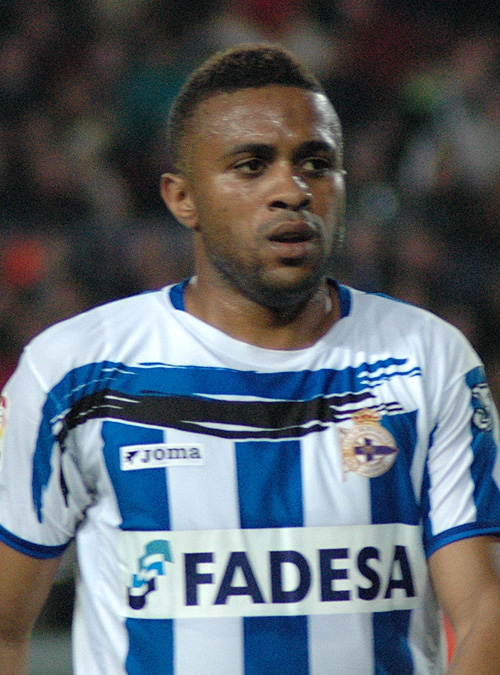
Jorge Andrade i Deportivos matchställ

Jorge Andrade, född 9 april 1978, är en portugisisk före detta fotbollsspelare (mittback). Han inledde karriären i storklubben Porto, men hade sin mest framgångsrika tid som fotbollsspelare i RC Deportivo la Coruña mellan 2002 och 2007. Han värvades sedan till Juventus, men svåra knäskador gjorde att han där endast spelade enstaka matcher. 2009 enades Andrade och Juventus att bryta kontraktet.
Han spelade för Portugal i VM 2002 och EM 2004.